# 桃州镇
桃州镇，是中华人民共和国安徽省宣城市广德市下辖的一个镇。

## 行政区划
桃州镇下辖以下地区：
双河社区、南塘社区、祠山岗社区、富家村社区、高湖社区、祠山岗茶场社区、和平村、佛堂村和塘口村。

## 交通
- 宣杭铁路：广德站